# Patrick Schickerling
Pas d'image ? Cliquez ici

a Compétitions nationales et continentales officielles uniquement.

b Matchs officiels uniquement.
Dernière mise à jour le 14 février 2025.
Patrick Schickerling, né le 16 octobre 1998 à Walvis Bay (Namibie), est un joueur namibien de rugby à XV, jouant au poste de pilier avec les Glasgow Warriors en United Rugby Championship depuis 2024.

## Biographie

### Jeunesse et formation
Patrick Schickerling est le fils d'Adrian Schickerling, qui a joué au rugby avec les équipes de jeunes sud-africaines.
Il commence à jouer au rugby dans sa ville natale de Walvis Bay, et poursuit ensuite cette pratique lors de sa scolarité à la Walvis Bay Private High School,. Avec l'équipe de l'établissement, il dispute le championnat lycéen namibien. Il est finaliste du championnat en 2017, après une finale perdue face au Windhoek Gymnasium,.
À la même période, il dispute la Craven Week 2016 avec la sélection namibienne des moins de 18 ans,.
En 2017, il est surclassé — car il est alors âgé de 18 ans — avec l'équipe de Namibie des moins de 20 ans pour participer au Trophée mondial des moins de 20 ans en Uruguay. Schickerling est remplaçant lors des quatre matchs qu'il dispute, et inscrit deux essais,. Il participe au bon parcours de son équipe, qui se hisse jusqu'en demi-finale, où elle s'incline face au Japon,. Les jeunes namibiens perdent à nouveau lors du match pour la médaille de bronze face à l'Uruguay, et terminent à la quatrième place.
L'année suivante, il part jouer en Afrique du Sud et rejoint l'International Rugby Institute, ainsi que le club amateur des  Naka Bulls de Pretoria. Il passe quasiment une année avec ces deux formations, avec qui il parvient à se faire suffisamment remarquer pour intégrer l'académie des Pumas, avec qui il dispute le championnat provincial des moins de 20 ans,.
Toujours en 2018, il est à nouveau retenu avec la sélection junior namibienne pour le Trophée mondial, organisé en Roumanie. Il est cette fois titulaire lors des quatre matchs, et marque un essai. La Namibie termine une nouvelle fois quatrième, avec une défaite en match de classement contre le Portugal,. Après un bon tournoi, Schickerling est considéré comme l'un des meilleurs joueurs de la compétition, et un gros potentiel à son poste.

### Début de carrière en Angleterre (2018-2024)
Grâce à ses performances lors du Trophée mondial, Patrick Schickerling est recruté en novembre 2018 par le club anglais des Exeter Chiefs, évoluant en Premiership. Il joue dans un premier temps avec l'équipe A (Exeter Braves) du club,,.
Afin de gagner de l'expérience, il est prêté en février 2019 au club anglo-normand des Guernsey Raiders (en), évoluant en National Two South (quatrième division anglaise). Il joue deux rencontres avec ce club, inscrivant à chaque fois un essai,. Peu après son passage à Guernesey il est à nouveau prêté, cette fois une division au dessus, au club de Chinnor RFC (en). Il joue son premier match contre les Rotherham Titans à la fin du mois de février, et inscrit un essai à cette occasion,. Il dispute un total de sept matchs avec cette équipe.
Revenu à Exeter pour la saison 2019-2020, Schickerling joue son premier match professionnel le 2 février 2020 en Coupe d'Angleterre contre les Harlequins,. Gêné par des blessures, il s'agit cependant du seul match qu'il dispute lors de cette saison,. 
Barré avec les Chiefs dans un environnement très concurrentiel à son poste, le club décide de le prêter une fois de plus, et il termine la saison 2020-2021 avec les Cornish Pirates en Championship,. Il joue son premier et unique de la saison au mois de mai contre les Jersey Reds, et inscrit un essai,. La saison suivante, son prêt est prolongé avec le club cornouaillais. Il effectue alors un gros début de saison, et enchaîne les titularisations avec les Pirates, au point d'être considéré comme l'un des meilleurs joueurs à son poste de la deuxième division.
Ses récentes performances, ainsi que plusieurs blessures dans l'effectif d'Exeter, lui permettent d'être rappelé avec le club dévonien en novembre 2021. Il joue dans un premier temps en Coupe d'Angleterre, avant de disputer son premier match de Coupe d'Europe le 18 décembre 2021 contre les Glasgow Warriors,. Il débute ensuite en Premiership le 8 janvier 2022 contre les Harlequins. Il dispute un total de dix-sept matchs lors de sa première saison, dont six titularisations, et inscrit cinq essais. Il se fait alors remarquer par la qualité de ses performances, notamment grâce à sa mobilité,,. Il est par ailleurs élu meilleur joueur de moins de 23 ans du championnat pour le mois de février 2022.
En juin 2022, il fait partie des seize nouveaux joueurs sélectionnés en équipe d'Angleterre par Eddie Jones, afin de participer à la tournée d'été en Australie,. Il joue son premier match sous les couleurs anglaises juste avant la tournée, le 19 juin 2022 contre les Barbarians à Twickenham,. Il s'agit d'une rencontre non-officielle, et qui n'est donc pas considérée une sélection. Schickerling n'est finalement pas utilisé lors de la tournée qui suit. Il sera révélé au mois de novembre suivant, qu'il n'était en fait pas éligible avec l'équipe d'Angleterre, n'ayant pas encore complété ses cinq années de résidences sur le territoire anglais.
Durant la saison 2023-2024, il ne joue plus du tout avec les Chiefs à cause de la forte concurrence à son poste. Il voit alors Ehren Painter (en), Josh Iosefa-Scott et Marcus Street (en) lui passer devant dans la hiérarchie des piliers droits du club.

### Poursuite en Écosse aux Glasgow Warriors (depuis 2024)
Avant la reprise de la saison 2024-2025, Patrick Schickerling décide de quitter les Exeter Chiefs après six ans au club à cause de son manque de temps de jeu. Il rejoint alors l'Écosse, où il s'engage avec le récent vainqueur du United Rugby Championship : les Glasgow Warriors, pour un contrat de plusieurs saisons,.

## Palmarès
Néant